# روبن درايسدال
روبن درايسدال (بالإنجليزية: Robin Drysdale)‏ مواليد 18 سبتمبر 1952 في إسكس، هو لاعب كرة مضرب بريطاني سابق وكان يلعب باليد اليمنى. أعلى تصنيف له في الفردي كان المركز الـ 71 في سنة 1978. أعلى تصنيف له في الزوجي كان المركز الـ 300 في سنة 1984.

## روابط خارجية
- روبن درايسدال على موقع رابطة محترفي التنس (الإنجليزية)
- روبن درايسدال على موقع الاتحاد الدولي لكرة المضرب (الإنجليزية)
- روبن درايسدال على موقع خلاصة التنس.كوم (الإنجليزية)